# 源芳乡
源芳乡，是中华人民共和国安徽省黄山市休宁县下辖的一个乡镇级行政单位。

## 行政区划
源芳乡下辖以下地区：
幸川村、梓源村、渔临村、芳田村、万金台村和源芳村。